# Зарожень
Зарожень (рум. Zarojeni) — село у Флорештському районі Молдови. Входить до складу комуни, адміністративним центром якої є село Гура-Кеїнарулуй.

## Населення
За даними перепису населення 2004 року у селі проживали 275 осіб.
Національний склад населення села:
| Національність       | Кількість осіб | Відсоток |
| -------------------- | -------------- | -------- |
| українці             | 166            | 60,4%    |
| молдавани            | 101            | 36,7%    |
| росіяни              | 7              | 2,5%     |
| інша / без відповіді | 1              | 0,4%     |
| Всього               | 275            | 100%     |